# El Burgo de Ebro
El Burgo de Ebro es una localidad y municipio de la Comarca Central, a 14 km de Zaragoza. Situado en el valle del Ebro, junto al río, aguas abajo de la capital aragonesa. Cuenta con una población de 2704 habitantes (INE 2024).

## Geografía
Integrado en la Comarca Central de Aragón, se sitúa a 14 kilómetros de la capital aragonesa. El término municipal está atravesado por la carretera nacional N-232, entre los pK 215 y 226, la cual tiene continuidad con la Autovía del Ebro (A-68). Además, la autovía ARA-A1, permite la conexión con la autopista AP-2, y la carretera autonómica A-222, conecta con Mediana de Aragón.
El relieve está definido por la ribera del río Ebro. Cuenta con un interesante entorno natural integrado en la Reserva Natural de los Galachos del Ebro. Los galachos, antiguos meandros del río que quedaron aislados del cauce a merced de las crecidas, se han convertido hoy en lagunas e importante refugios de flora y fauna. La altitud oscila entre los 215 metros al suroeste y los 180 metros a orillas del río. El pueblo se encuentra a 183 metros sobre el nivel del mar
Limita con los siguientes municipios: Pastriz, Alfajarín, Nuez de Ebro, Villafranca de Ebro, Zaragoza y Fuentes de Ebro.
- Temperatura media anual: 14,7 °C
- Precipitación anual: 340 mm

## Historia
Consta su nombre como simplemente El Burgo hasta 1834 y como El Burgo de Ebro desde 1857. Ha dependido siempre, administrativa y judicialmente, de Zaragoza, ciudad de la que era barrio en 1609 según consta expresamente. En 1785 aparece documentado su rango administrativo como «lugar». Es por lo tanto, al igual que Zaragoza, de señorío regio y así figura en los archivos todavía en 1785. A finales del siglo XV sus cabezas de familia con plenos derechos apenas llegaban a la docena. Fueron entre 20 y 50 a lo largo del siglo XVIII. A mediados del siglo XIX tenía El Burgo algo más de 750 habitantes, según el censo de 1857, que llegaron a 1.367 en el de 1970.

## Demografía
El Burgo de Ebro cuenta con una población de 2704 habitantes (INE 2024).
| Gráfica de evolución demográfica de El Burgo de Ebro entre 1842 y 2021                                                                                        |
| |
| Población de derecho según los censos de población del INE Población de hecho según los censos de población del INEEn este censo se denominaba El Burgo: 1842 |

## Administración y política
| Período   | Alcalde                  | Partido | Partido |
| --------- | ------------------------ | ------- | ------- |
| 1979-1983 | Damián Gracia Berges     | UCD     |         |
| 1983-1987 | Jesús Martínez Herrera   | PSOE    |         |
| 1987-1991 | Jesús Martínez Herrera   | PSOE    |         |
| 1991-1995 | Jesús Martínez Herrera   | PSOE    |         |
| 1995-1999 | Jesús Martínez Herrera   | PSOE    |         |
| 1999-2003 | Jesús Martínez Herrera   | PSOE    |         |
| 2003-2005 | Jesús Martínez Herrera   | PSOE    |         |
| 2005-2007 | Miguel Ángel Girón Pérez | PSOE    |         |
| 2007-2011 | Miguel Ángel Girón Pérez | PSOE    |         |
| 2011-2015 | Miguel Ángel Girón Pérez | PSOE    |         |
| 2015-2019 | Miguel Ángel Girón Pérez | PSOE    |         |
| 2019-2023 | Vicente Royo Martínez    | PSOE    |         |

| Partido político    | Partido político                                   | 2003   | 2007   | 2011   | 2015   | 2019   |
| Partido político    | Partido político                                   | Ediles | Ediles | Ediles | Ediles | Ediles |
|                     | Partido de los Socialistas de Aragón (PSOE-Aragón) | 6      | 6      | 6      | 7      | 7      |
|                     | Partido Popular de Aragón (PP)                     | 2      | 2      | 4      | 4      | 4      |
|                     | Chunta Aragonesista (CHA)                          | 1      | 1      | 1      | 0      | 0      |
| Total de concejales | Total de concejales                                | 9      | 9      | 11     | 11     | 11     |

## Cultura

### Patrimonio
En sus cercanías se encuentra el yacimiento arqueológico de La Cabañeta.
Contó con la iglesia de San Pedro Apóstol estilo tardo-mudéjar, hoy desaparecida, ha sido reemplazada por una de moderna construcción. Importante aljama con población morisca hasta 1610.

### Deporte
El Burgo de Ebro cuenta con un equipo de fútbol americano que compite en la Liga Nacional de Fútbol Americano, los Zaragoza Hurricanes.